# Пертунда
Пертунда (лат. Pertunda) — богиня римской мифологии. Покровительствовала новобрачным, помогала новобрачным совершить первый супружеский акт.
(Arnobe, Adversus Nationes, livre 8):

лат. Etiamne Pertunda, quae in cubiculis praesto est virginalem scrobem effodientibus maritis?
Разве не Пертунда помогает мужьям в постели проникать в девственную плеву?
(буквально: открыть девственную дыру)

Одна из брачных божеств (лат. Dii Nuptiales), упомянутых в Indigitamenta (молитвенные формулы в честь божеств, заботящихся о человеческой жизни во всех её проявлениях).
Её статуи помещали в брачные покои.
Во времена Октавиана Августа значение божества было забыто.